# Largo Bay
Largo Bay est une baie située sur la rive nord du Firth of Forth, sur la côte du Fife, en Écosse,.
Lower Largo est un village situé directement sur la baie, avec un petit port. Upper Largo est adjacent, juste à l'intérieur des terres et au-dessus de la baie et au pied de Largo Law (un volcan éteint). Le sentier côtier de Fife, un sentier de longue randonnée reliant Kincardine à Newburgh, longe la baie.